# EXPLORING OF THE SPACE
EXPLORING OF THE SPACE（エクスプローリング・オブ・ザ・スペース）は、SHAKALABBITSの1枚目のスタジオ・アルバム。

## 概要
- 2002年にはメジャー盤が、2010年にはHQCD盤が発売されている。

## 収録曲
1. INTRO (1:14)
2. SO EXCITED! (2:41)
作詞:UKI、作曲:MAH
3. ON A SUNDAY... (3:06)
作詞:UKI、作曲:MAH
4. ROLLIE (2:57)
作詞:UKI、作曲:MAH
5. WHEELER-DEALER (2:45)
作詞:UKI、作曲:MAH
6. FLAPPER (2:42)
作詞:UKI、作曲:MAH
7. SAD COWS SONG (1:39)
作詞:UKI、作曲:MAH
8. Mr.SIMPSON (2:37)
作詞:team swimming cap、作曲:MASSY
9. D.D (2:31)
作詞:UKI、作曲:SHAKALABBITS
10. ★★★★★ (2:33)
作詞:MAH、作曲:MAH
11. CROSS THE BORDERS (4:30)
作詞:UKI、作曲:MAH & MASSY
12. JUST A NATURAL THING (2:58)
作詞:team swimming cap、作曲:SHAKALABBITS
13. OUTRO (1:07)